# Woiwodschaft Lublin (bis 1795)

Woiwodschaft Lublin in der polnisch-litauischen Republik

Die Woiwodschaft Lublin (polnisch województwo lubelskie) war eine Woiwodschaft der polnisch-litauischen Adelsrepublik von 1474 bis 1795 auf dem Gebiet des heutigen Polen und Belarus.

## Verwaltungseinteilung
Sitz des Woiwoden und des Kastellans war Lublin. Beide waren Senatoren.
Die Woiwodschaft Lublin gliederte sich in drei Länder mit jeweils eigenen regionalen Ständeversammlungen (Sejmik):
- Land Lublin (ziemia lubelska), Hauptort Lublin
- Land Urzędów (ziemia urzędowska), Hauptort Urzędów
- Land Łuków (ziemia łukowska), Hauptort Łuków

## Geschichte
1474 wurde die Woiwodschaft Lublin aus der Woiwodschaft Sandomir herausgetrennt. Erster Woiwode wurde Dobiesław Kmita. 1795 wurde die Woiwodschaft aufgelöst und das Gebiet teilweise zu Österreich und teilweise zu Russland zugeteilt, 1809 wurde es zum Herzogtum Warschau zugeschlagen. Nach dem Wiener Kongress wurde das Gebiet größtenteils Teil von Kongresspolen.